# Liste der Vögel Deutschlands
Die Liste der Vögel Deutschlands führt die Arten der Vögel (Aves) auf, deren Vorkommen in Deutschland beobachtet worden sind.
Sie enthält nur Arten, deren Feststellung von den zuständigen ornithologischen Gremien (zum Beispiel durch die Deutsche Avifaunistische Kommission (DAK) oder entsprechende Einrichtungen auf Länderebene) anerkannt und in einschlägigen Fachzeitschriften publiziert wurden. Außerdem werden an dieser Stelle nur die Arten berücksichtigt, deren Beobachtung auf Feststellung wildlebender Tiere zurückzuführen ist sowie diejenigen, die eingebürgert sind, das heißt, die ursprünglich in anderen Regionen vorkommen, die sich jedoch inzwischen durch Fortpflanzung längerfristig etabliert haben.
Grundlage für die nachfolgende Liste ist die Liste der Vögel Deutschlands – Version 3.2 mit dem Stand vom 30. Juni 2019, wie sie von Peter H. Barthel und Thorsten Krüger auf der Website der Deutschen Ornithologen-Gesellschaft (DO-G) publiziert wurde. Die taxonomische Reihenfolge und Nomenklatur entspricht der in der genannten Quelle. Ergänzungen in späteren Veröffentlichungen auf Veranlassung der ornithologischen Gremien werden nacherfasst.
Die unter Status eingetragenen Bezeichnungen weisen auf die Art des Vorkommens hin. Die Angabe „Brutvogel“ kennzeichnet Arten, die sich in Deutschland fortpflanzen. Mit der Angabe „eingebürgert“ handelt es sich dabei um eine vom Menschen eingeführte Art (Neozoon); mit der Angabe „selten“ brüten deutschlandweit weniger als 100 Paare; mit der Angabe „lokal“ beschränkt sich das Brutvorkommen auf sehr kleine Regionen, z. B. Helgoland oder einzelne Städte. Als „Jahresvogel“ sind Arten bezeichnet, die im ganzen Jahresverlauf festzustellen sind. „Zugvögel“ verlassen Deutschland im Winter oder diese Arten ziehen als Bewohner anderer Regionen durch Deutschland hindurch. Als „Wintergast“ sind Brutvögel anderer Regionen bezeichnet, die Deutschland zum Überwintern aufsuchen. Wenn die jeweilige Angabe mit der Ergänzung „selten“ versehen ist, beläuft sich die Anzahl der Individuen jeweils auf weniger als 100. Die Angabe „Ausnahmeerscheinung“ kennzeichnet Arten, die nur selten in Deutschland festgestellt werden. Dies trifft zu, wenn im Durchschnitt weniger als fünf Nachweise pro Jahr oder seit 1950 insgesamt weniger als fünf Nachweise (dann als „besondere Ausnahmeerscheinung“ bezeichnet) erbracht wurden.
Die unter RL-Status verzeichneten Ziffern und Buchstaben verweisen auf den Status in der Roten Liste der Brutvögel in der 6. Fassung, veröffentlicht im Juni 2021, und haben folgende Bedeutung: 0 – diese Art ist als Brutvogel in Deutschland ausgestorben; 1 – diese Art ist in Deutschland vom Aussterben bedroht; 2 – diese Art ist in Deutschland stark gefährdet; 3 – diese Art ist in Deutschland gefährdet; R – diese Art ist wegen geografischer Restriktionen in Deutschland extrem selten; V – diese Art befindet sich auf der Vorwarnliste.

## Galliformes– Hühnervögel

### Phasianidae– Fasanverwandte
| Bild            | deutscher Name  | wissenschaftlicher Name | Status                               | RL-Status | Bemerkung |
| --------------- | --------------- | ----------------------- | ------------------------------------ | --------- | --------- |
| Haselhuhn       | Haselhuhn       | Tetrastes bonasia       | Brut-, Jahresvogel                   | 2         |           |
| Auerhuhn        | Auerhuhn        | Tetrao urogallus        | Brut-, Jahresvogel                   | 1         |           |
| Birkhuhn        | Birkhuhn        | Lyrurus tetrix          | Brut-, Jahresvogel                   | 2         |           |
| Alpenschneehuhn | Alpenschneehuhn | Lagopus muta            | Brut-, Jahresvogel                   | R         |           |
| Steinhuhn       | Steinhuhn       | Alectoris graeca        | seltener, lokaler Brut-, Jahresvogel | R         |           |
| Rebhuhn         | Rebhuhn         | Perdix perdix           | Brut-, Jahresvogel                   | 2         |           |
| Wachtel         | Wachtel         | Coturnix coturnix       | Brut-, Zugvogel                      | V         |           |
| Fasan           | Jagdfasan       | Phasianus colchicus     | eingeführter Brut-, Jahresvogel      |           |           |

## Anseriformes– Entenvögel

### Anatidae– Entenverwandte
| Bild                        | deutscher Name        | wissenschaftlicher Name     | Status                                               | RL-Status | Bemerkung |
| --------------------------- | --------------------- | --------------------------- | ---------------------------------------------------- | --------- | --- |
| Ringelgans                  | Ringelgans            | Branta bernicla             | Zugvogel, Wintergast                                 |           | |
| Rothalsgans                 | Rothalsgans           | Branta ruficollis           | seltener Zugvogel, Wintergast                        |           | Bruten gehen auf entflogene Tiere zurück                                                                                |
| Kanadagans                  | Kanadagans            | Branta canadensis           | eingeführter Brut-, Jahresvogel, Wintergast          |           | |
| Weißwangengans              | Weißwangengans        | Branta leucopsis            | Brut-, Jahresvogel, Wintergast                       |           | |
| Streifengans                | Streifengans          | Anser indicus               | eingeführter, seltener Jahres-, Zugvogel             |           | Gastvogel aus etablierten, eingeführten Brutpopulationen benachbarter Länder; Bruten gehen auf ausgesetzte Tiere zurück |
| Graugans                    | Graugans              | Anser anser                 | Brut-, Jahres-, Zugvogel, Wintergast                 |           | |
| Waldsaatgans                | Waldsaatgans          | Anser fabalis               | Zugvogel, Wintergast                                 |           | |
| Kurzschnabelgans            | Kurzschnabelgans      | Anser brachyrhynchus        | Zugvogel, Wintergast                                 |           | Bruten gehen auf entflogene Tiere zurück                                                                                |
| Tundrasaatgans              | Tundrasaatgans        | Anser serrirostris          | Zugvogel, Wintergast                                 |           | Bruten gehen auf entflogene Tiere zurück                                                                                |
| Blässgans                   | Blässgans             | Anser albifrons             | Zugvogel, Wintergast                                 |           | Bruten gehen auf entflogene Tiere zurück                                                                                |
| Zwerggans                   | Zwerggans             | Anser erythropus            | seltener Zugvogel und Wintergast                     |           | |
| Höckerschwan                | Höckerschwan          | Cygnus olor                 | Brut-, Jahres-, Zugvogel, Wintergast                 |           | |
| Zwergschwan                 | Zwergschwan           | Cygnus bewickii             | Zugvogel, Wintergast                                 |           | |
| Singschwan                  | Singschwan            | Cygnus cygnus               | seltener Brutvogel; Zugvogel, Wintergast             |           | |
| Nilgans                     | Nilgans               | Alopochen aegyptiaca        | eingeführter Brut-, Jahresvogel                      |           | |
| Brandgans                   | Brandgans             | Tadorna tadorna             | Brut-, Jahres-, Zugvogel, Wintergast                 |           | |
| Rostgans                    | Rostgans              | Tadorna ferruginea          | eingeführter Brut-, Jahresvogel, seltener Wintergast |           | vor 1950 als Wildvogel nachgewiesen                                                                                     |
| Mandarinente                | Mandarinente          | Aix galericulata            | eingeführter Brut-, Jahresvogel                      |           | |
| Knäkente                    | Knäkente              | Spatula querquedula         | Brut-, Zugvogel                                      | 1         | |
| Blauflügelente              | Blauflügelente        | Spatula discors             | Ausnahmeerscheinung                                  |           | |
| Löffelente                  | Löffelente            | Spatula clypeata            | Brut-, Jahres-, Zugvogel, Wintergast                 | 3         | |
| Schnatterente               | Schnatterente         | Mareca strepera             | Brut-, Jahres-, Zugvogel, Wintergast                 |           | |
| Pfeifente                   | Pfeifente             | Mareca penelope             | seltener Brutvogel; Jahres-, Zugvogel, Wintergast    | R         | |
| Nordamerikanische Pfeifente | Kanadapfeifente       | Mareca americana            | Ausnahmeerscheinung                                  |           | |
| Stockente                   | Stockente             | Anas platyrhynchos          | Brut-, Jahres-, Zugvogel, Wintergast                 |           | |
| Spießente                   | Spießente             | Anas acuta                  | seltener Brutvogel; Jahres-, Zugvogel, Wintergast    | 2         | |
| Krickente                   | Krickente             | Anas crecca                 | Brut-, Jahres-, Zugvogel, Wintergast                 | 3         | |
| Carolinakrickente           | Carolinakrickente     | Anas carolinensis           | Ausnahmeerscheinung                                  |           | |
| Marmelente                  | Marmelente            | Marmaronetta angustirostris | besondere Ausnahmeerscheinung                        |           | als Wildvogel nur vor 1950 nachgewiesen; Nachweise seit 1950 betreffen wohl keine Wildvögel                             |
| Kolbenente                  | Kolbenente            | Netta rufina                | Brut-, Jahres-, Zugvogel, Wintergast                 |           | |
| Tafelente                   | Tafelente             | Aythya ferina               | Brut-, Jahres-, Zugvogel, Wintergast                 | V         | |
| Moorente                    | Moorente              | Aythya nyroca               | seltener, lokaler Brut-, Zugvogel, Wintergast        | 1         | |
| Ringschnabelente            | Ringschnabelente      | Aythya collaris             | Ausnahmeerscheinung                                  |           | |
| Reiherente                  | Reiherente            | Aythya fuligula             | Brut-, Jahres-, Zugvogel, Wintergast                 |           | |
| Bergente                    | Bergente              | Aythya marila               | lokaler Brutvogel; Jahres-, Zugvogel, Wintergast     | R         | |
| Kanadabergente              | Kanadabergente        | Aythya affinis              | besondere Ausnahmeerscheinung                        |           | Bruten gehen auf entflogene Tiere zurück                                                                                |
| Scheckente                  | Scheckente            | Polysticta stelleri         | Ausnahmeerscheinung                                  |           | |
| Prachteiderente             | Prachteiderente       | Somateria spectabilis       | Ausnahmeerscheinung                                  |           | |
| Eiderente                   | Eiderente             | Somateria mollissima        | Brut-, Jahres-, Zugvogel, Wintergast                 |           | |
| Kragenente                  | Kragenente            | Histrionicus histrionicus   | besondere Ausnahmeerscheinung                        |           | als Wildvogel nur vor 1950 nachgewiesen; Herkunft seit 1950 nachgewiesener Tiere ungewiss                               |
| Brillenente                 | Brillenente           | Melanitta perspicillata     | besondere Ausnahmeerscheinung                        |           | |
| Samtente                    | Samtente              | Melanitta fusca             | Zugvogel, Wintergast                                 |           | |
| Kamtschatkasamtente         | Kamtschatkasamtente   | Melanitta stejnegeri        | besondere Ausnahmeerscheinung                        |           | |
| Trauerente                  | Trauerente            | Melanitta nigra             | Zugvogel, Wintergast                                 |           | |
| Pazifiktrauerente           | Pazifiktrauerente     | Melanitta americana         | besondere Ausnahmeerscheinung                        |           | |
| Eisente                     | Eisente               | Clangula hyemalis           | Zugvogel, Wintergast                                 |           | |
| Schellente                  | Schellente            | Bucephala clangula          | Brut-, Zugvogel, Wintergast                          |           | |
| Spatelente                  | Spatelente            | Bucephala islandica         | besondere Ausnahmeerscheinung                        |           | als Wildvogel nur vor 1950 nachgewiesen; Nachweise seit 1950 betreffen wohl keine Wildvögel                             |
| Zwergsäger                  | Zwergsäger            | Mergus albellus             | Zugvogel, Wintergast                                 |           | Bruten gehen auf entflogene Tiere zurück                                                                                |
| Gänsesäger                  | Gänsesäger            | Mergus merganser            | Brut-, Zugvogel, Wintergast                          | 3         | |
| Mittelsäger                 | Mittelsäger           | Mergus serrator             | Brut-, Zugvogel, Wintergast                          |           | |
| Schwarzkopf-Ruderente       | Schwarzkopf-Ruderente | Oxyura jamaicensis          | seltener Jahresvogel                                 |           | Gastvogel aus etablierten, eingeführten Brutpopulationen benachbarter Länder                                            |
| Weißkopf-Ruderente          | Weißkopf-Ruderente    | Oxyura leucocephala         | Ausnahmeerscheinung                                  |           | als Wildvogel nur vor 1950 nachgewiesen; Herkunft seit 1950 nachgewiesener Tiere ungewiss                               |

## Caprimulgiformes– Nachtschwalbenvögel

### Caprimulgidae– Nachtschwalben
| Bild                   | deutscher Name         | wissenschaftlicher Name | Status          | RL-Status | Bemerkung                               |
| ---------------------- | ---------------------- | ----------------------- | --------------- | --------- | --------------------------------------- |
| Ziegenmelker           | Ziegenmelker           | Caprimulgus europaeus   | Brut-, Zugvogel | 3         |                                         |
| Pharaonen-Ziegenmelker | Pharaonen-Ziegenmelker | Caprimulgus aegyptius   |                 |           | als Wildvogel nur vor 1950 nachgewiesen |

## Apodiformes– Seglervögel

### Apodidae– Segler
| Bild          | deutscher Name | wissenschaftlicher Name | Status                        | RL-Status | Bemerkung |
| ------------- | -------------- | ----------------------- | ----------------------------- | --------- | --------- |
| Alpensegler   | Alpensegler    | Tachymarptis melba      | lokaler Brut-, Zugvogel       |           |           |
| Mauersegler   | Mauersegler    | Apus apus               | Brut-, Zugvogel               |           |           |
| Fahlsegler    | Fahlsegler     | Apus pallidus           | Ausnahmeerscheinung           |           |           |
| Pazifiksegler | Pazifiksegler  | Apus pacificus          | besondere Ausnahmeerscheinung |           |           |
| Haussegler    | Haussegler     | Apus affinis            | besondere Ausnahmeerscheinung |           |           |

## Otidiformes– Trappen

### Otididae– Trappen
| Bild                | deutscher Name      | wissenschaftlicher Name | Status                               | RL-Status | Bemerkung                     |
| ------------------- | ------------------- | ----------------------- | ------------------------------------ | --------- | ----------------------------- |
| Großtrappe          | Großtrappe          | Otis tarda              | seltener, lokaler Brut-, Jahresvogel | 1         |                               |
| Steppenkragentrappe | Steppenkragentrappe | Chlamydotis macqueenii  | besondere Ausnahmeerscheinung        |           |                               |
| Zwergtrappe         | Zwergtrappe         | Tetrax tetrax           | Ausnahmeerscheinung                  | 0         | ehemaliger Brutvogel vor 1950 |

## Cuculiformes– Kuckucksvögel

### Cuculidae– Kuckucke
| Bild                   | deutscher Name         | wissenschaftlicher Name  | Status                        | RL-Status | Bemerkung |
| ---------------------- | ---------------------- | ------------------------ | ----------------------------- | --------- | --------- |
| Häherkuckuck           | Häherkuckuck           | Clamator glandarius      | Ausnahmeerscheinung           |           |           |
| Schwarzschnabelkuckuck | Schwarzschnabelkuckuck | Coccyzus erythropthalmus | besondere Ausnahmeerscheinung |           |           |
| Kuckuck                | Kuckuck                | Cuculus canorus          | Brut-, Zugvogel               | 3         |           |

## Pterocliformes– Flughühner

### Pteroclidae– Flughühner
| Bild            | deutscher Name  | wissenschaftlicher Name | Status                        | RL-Status | Bemerkung                               |
| --------------- | --------------- | ----------------------- | ----------------------------- | --------- | --------------------------------------- |
| Steppenflughuhn | Steppenflughuhn | Syrrhaptes paradoxus    | besondere Ausnahmeerscheinung |           | ausnahmsweise Brutvogel vor 1950        |
| Sandflughuhn    | Sandflughuhn    | Pterocles orientalis    |                               |           | als Wildvogel nur vor 1950 nachgewiesen |

## Columbiformes– Taubenvögel

### Columbidae– Tauben
| Bild              | deutscher Name    | wissenschaftlicher Name    | Status                               | RL-Status | Bemerkung                                     |
| ----------------- | ----------------- | -------------------------- | ------------------------------------ | --------- | --------------------------------------------- |
| Straßentaube      | Straßentaube      | Columba livia f. domestica | eingeführter Brut-, Jahresvogel      |           | verwilderte Form der domestizierten Haustaube |
| Hohltaube         | Hohltaube         | Columba oenas              | Brut-, Zugvogel                      |           |                                               |
| Ringeltaube       | Ringeltaube       | Columba palumbus           | Brut-, Jahres-, Zugvogel, Wintergast |           |                                               |
| Turteltaube       | Turteltaube       | Streptopelia turtur        | Brut-, Zugvogel                      | 2         |                                               |
| Orientturteltaube | Orientturteltaube | Streptopelia orientalis    | besondere Ausnahmeerscheinung        |           |                                               |
| Türkentaube       | Türkentaube       | Streptopelia decaocto      | Brut-, Jahresvogel                   |           |                                               |
| Carolinataube     | Carolinataube     | Zenaida macroura           | besondere Ausnahmeerscheinung        |           |                                               |

## Gruiformes– Kranichvögel

### Rallidae– Rallen
| Bild                | deutscher Name      | wissenschaftlicher Name | Status                                  | RL-Status | Bemerkung                                                                                 |
| ------------------- | ------------------- | ----------------------- | --------------------------------------- | --------- | ----------------------------------------------------------------------------------------- |
| Wasserralle         | Wasserralle         | Rallus aquaticus        | Brut-, Jahres-, Zugvogel, Wintergast    | V         |                                                                                           |
| Wachtelkönig        | Wachtelkönig        | Crex crex               | Brut-, Zugvogel                         | 1         |                                                                                           |
| Tüpfelsumpfhuhn     | Tüpfelsumpfhuhn     | Porzana porzana         | Brut-, Zugvogel                         | 3         |                                                                                           |
| Kleinsumpfhuhn      | Kleinsumpfhuhn      | Zapornia parva          | Brut-, Zugvogel                         | 3         |                                                                                           |
| Zwergsumpfhuhn      | Zwergsumpfhuhn      | Zapornia pusilla        | seltener Brutvogel; Ausnahmeerscheinung | R         |                                                                                           |
| Purpurhuhn          | Purpurhuhn          | Porphyrio porphyrio     | besondere Ausnahmeerscheinung           |           | als Wildvogel nur vor 1950 nachgewiesen; Herkunft seit 1950 nachgewiesener Tiere ungewiss |
| Graukopf-Purpurhuhn | Graukopf-Purpurhuhn | Porphyrio poliocephalus | besondere Ausnahmeerscheinung           |           |                                                                                           |
| Bronzesultanshuhn   | Bronzesultanshuhn   | Porphyrio alleni        | besondere Ausnahmeerscheinung           |           | als Wildvogel nur vor 1950 nachgewiesen; Herkunft seit 1950 nachgewiesener Tiere ungewiss |
| Teichhuhn           | Teichhuhn           | Gallinula chloropus     | Brut-, Jahres-, Zugvogel, Wintergast    | V         |                                                                                           |
| Blässhuhn           | Blässhuhn           | Fulica atra             | Brut-, Jahres-, Zugvogel, Wintergast    |           |                                                                                           |

### Gruidae– Kraniche
| Bild            | deutscher Name  | wissenschaftlicher Name | Status                        | RL-Status | Bemerkung                                                                                 |
| --------------- | --------------- | ----------------------- | ----------------------------- | --------- | ----------------------------------------------------------------------------------------- |
| Kanadakranich   | Kanadakranich   | Grus canadensis         | besondere Ausnahmeerscheinung |           |                                                                                           |
| Kranich         | Kranich         | Grus grus               | Brut-, Zugvogel, Wintergast   |           |                                                                                           |
| Jungfernkranich | Jungfernkranich | Grus virgo              | Ausnahmeerscheinung           |           | als Wildvogel nur vor 1950 nachgewiesen; Herkunft seit 1950 nachgewiesener Tiere ungewiss |

## Podicipediformes– Lappentaucher

### Podicipedidae– Lappentaucher
| Bild               | deutscher Name     | wissenschaftlicher Name | Status                               | RL-Status | Bemerkung                     |
| ------------------ | ------------------ | ----------------------- | ------------------------------------ | --------- | ----------------------------- |
| Zwergtaucher       | Zwergtaucher       | Tachybaptus ruficollis  | Brut-, Jahres-, Zugvogel, Wintergast |           |                               |
| Bindentaucher      | Bindentaucher      | Podilymbus podiceps     | besondere Ausnahmeerscheinung        |           |                               |
| Rothalstaucher     | Rothalstaucher     | Podiceps grisegena      | Brut-, Jahres-, Zugvogel, Wintergast |           |                               |
| Haubentaucher      | Haubentaucher      | Podiceps cristatus      | Brut-, Jahres-, Zugvogel, Wintergast |           |                               |
| Ohrentaucher       | Ohrentaucher       | Podiceps auritus        | Zugvogel, Wintergast                 | R         | ehemaliger Brutvogel vor 2005 |
| Schwarzhalstaucher | Schwarzhalstaucher | Podiceps nigricollis    | Brut-, Zugvogel, Wintergast          | 3         |                               |

## Phoenicopteriformes– Flamingos

### Phoenicopteridae– Flamingos
| Bild         | deutscher Name | wissenschaftlicher Name | Status                                          | RL-Status | Bemerkung                                 |
| ------------ | -------------- | ----------------------- | ----------------------------------------------- | --------- | ----------------------------------------- |
| Rosaflamingo | Rosaflamingo   | Phoenicopterus roseus   | eingeführter, seltener, lokaler Brut-, Zugvogel |           | Bruten gehen auf ausgesetzte Tiere zurück |

## Charadriiformes– Regenpfeifervögel

### Burhinidae– Triele
| Bild  | deutscher Name | wissenschaftlicher Name | Status                                         | RL-Status | Bemerkung |
| ----- | -------------- | ----------------------- | ---------------------------------------------- | --------- | --------- |
| Triel | Triel          | Burhinus oedicnemus     | seltener, lokaler Brutvogel; seltener Zugvogel | 1         |           |

### Haematopodidae– Austernfischer
| Bild           | deutscher Name | wissenschaftlicher Name | Status                               | RL-Status | Bemerkung |
| -------------- | -------------- | ----------------------- | ------------------------------------ | --------- | --------- |
| Austernfischer | Austernfischer | Haematopus ostralegus   | Brut-, Jahres-, Zugvogel, Wintergast |           |           |

### Recurvirostridae– Säbelschnäblerverwandte
| Bild           | deutscher Name | wissenschaftlicher Name | Status                               | RL-Status | Bemerkung |
| -------------- | -------------- | ----------------------- | ------------------------------------ | --------- | --------- |
| Stelzenläufer  | Stelzenläufer  | Himantopus himantopus   | seltener Brut-, Zugvogel             | V         |           |
| Säbelschnäbler | Säbelschnäbler | Recurvirostra avosetta  | Brut-, Jahres-, Zugvogel, Wintergast |           |           |

### Charadriidae– Regenpfeiferverwandte
| Bild                    | deutscher Name          | wissenschaftlicher Name  | Status                                | RL-Status | Bemerkung                               |
| ----------------------- | ----------------------- | ------------------------ | ------------------------------------- | --------- | --------------------------------------- |
| Kiebitz                 | Kiebitz                 | Vanellus vanellus        | Brut-, Zugvogel                       | 2         |                                         |
| Steppenkiebitz          | Steppenkiebitz          | Vanellus gregarius       | Ausnahmeerscheinung                   |           |                                         |
| Weißschwanzkiebitz      | Weißschwanzkiebitz      | Vanellus leucurus        | Ausnahmeerscheinung                   |           |                                         |
| Rotlappenkiebitz        | Rotlappenkiebitz        | Vanellus indicus         | besondere Ausnahmeerscheinung         |           | Erstnachweis im Mai 2019                |
| Goldregenpfeifer        | Goldregenpfeifer        | Pluvialis apricaria      | seltener, lokaler Brutvogel; Zugvogel | 1         |                                         |
| Tundra-Goldregenpfeifer | Tundra-Goldregenpfeifer | Pluvialis fulva          | Ausnahmeerscheinung                   |           |                                         |
| Prärie-Goldregenpfeifer | Prärie-Goldregenpfeifer | Pluvialis dominica       | besondere Ausnahmeerscheinung         |           |                                         |
| Kiebitzregenpfeifer     | Kiebitzregenpfeifer     | Pluvialis squatarola     | Zugvogel                              |           |                                         |
| Sandregenpfeifer        | Sandregenpfeifer        | Charadrius hiaticula     | Brut-, Zugvogel                       | 1         |                                         |
| Flussregenpfeifer       | Flussregenpfeifer       | Charadrius dubius        | Brut-, Zugvogel                       | V         |                                         |
| Seeregenpfeifer         | Seeregenpfeifer         | Charadrius alexandrinus  | Brut-, Zugvogel                       | 1         |                                         |
| Wüstenregenpfeifer      | Wüstenregenpfeifer      | Charadrius leschenaultii | besondere Ausnahmeerscheinung         |           |                                         |
| Mongolenregenpfeifer    | Mongolenregenpfeifer    | Charadrius mongolus      | besondere Ausnahmeerscheinung         |           | Erstnachweis im Mai 2020                |
| Wermutregenpfeifer      | Wermutregenpfeifer      | Charadrius asiaticus     |                                       |           | als Wildvogel nur vor 1950 nachgewiesen |
| Mornellregenpfeifer     | Mornellregenpfeifer     | Charadrius morinellus    | Zugvogel                              | 0         | ausnahmsweise Brutvogel vor 1950        |

### Scolopacidae– Schnepfenverwandte
| Bild                      | deutscher Name            | wissenschaftlicher Name | Status                                   | RL-Status | Bemerkung                                |
| ------------------------- | ------------------------- | ----------------------- | ---------------------------------------- | --------- | ---------------------------------------- |
| Prärieläufer              | Prärieläufer              | Bartramia longicauda    |                                          |           | als Wildvogel nur vor 1950 nachgewiesen  |
| Regenbrachvogel           | Regenbrachvogel           | Numenius phaeopus       | Zugvogel                                 |           | Bruten gehen auf entflogene Tiere zurück |
| Dünnschnabel-Brachvogel   | Dünnschnabel-Brachvogel   | Numenius tenuirostris   |                                          |           | als Wildvogel nur vor 1950 nachgewiesen  |
| Brachvogel                | Brachvogel                | Numenius arquata        | Brut-, Zugvogel                          | 1         |                                          |
| Pfuhlschnepfe             | Pfuhlschnepfe             | Limosa lapponica        | Zugvogel                                 |           |                                          |
| Uferschnepfe              | Uferschnepfe              | Limosa limosa           | Brut-, Zugvogel                          | 1         |                                          |
| Steinwälzer               | Steinwälzer               | Arenaria interpres      | Zugvogel, Wintergast                     | 0         | ehemaliger Brutvogel vor 2005            |
| Anadyrknutt               | Anadyrknutt               | Calidris tenuirostris   | besondere Ausnahmeerscheinung            |           |                                          |
| Knutt                     | Knutt                     | Calidris canutus        | Zugvogel, Wintergast                     |           |                                          |
| Kampfläufer               | Kampfläufer               | Calidris pugnax         | seltener Brutvogel; Zugvogel             | 1         |                                          |
| Sumpfläufer               | Sumpfläufer               | Calidris falcinellus    | Zugvogel                                 |           |                                          |
| Spitzschwanz-Strandläufer | Spitzschwanz-Strandläufer | Calidris acuminata      | besondere Ausnahmeerscheinung            |           |                                          |
| Bindenstrandläufer        | Bindenstrandläufer        | Calidris himantopus     | besondere Ausnahmeerscheinung            |           |                                          |
| Sichelstrandläufer        | Sichelstrandläufer        | Calidris ferruginea     | Zugvogel                                 |           |                                          |
| Temminckstrandläufer      | Temminckstrandläufer      | Calidris temminckii     | Zugvogel                                 |           |                                          |
| Langzehen-Strandläufer    | Langzehen-Strandläufer    | Calidris subminuta      | besondere Ausnahmeerscheinung            |           |                                          |
| Rotkehl-Strandläufer      | Rotkehl-Strandläufer      | Calidris ruficollis     | besondere Ausnahmeerscheinung            |           |                                          |
| Sanderling                | Sanderling                | Calidris alba           | Zugvogel, Wintergast                     |           |                                          |
| Alpenstrandläufer         | Alpenstrandläufer         | Calidris alpina         | seltener Brutvogel; Zugvogel, Wintergast | 1         |                                          |
| Meerstrandläufer          | Meerstrandläufer          | Calidris maritima       | Zugvogel, Wintergast                     |           |                                          |
| Bairdstrandläufer         | Bairdstrandläufer         | Calidris bairdii        | Ausnahmeerscheinung                      |           |                                          |
| Zwergstrandläufer         | Zwergstrandläufer         | Calidris minuta         | Zugvogel                                 |           |                                          |
| Wiesenstrandläufer        | Wiesenstrandläufer        | Calidris minutilla      | besondere Ausnahmeerscheinung            |           |                                          |
| Weißbürzel-Strandläufer   | Weißbürzel-Strandläufer   | Calidris fuscicollis    | Ausnahmeerscheinung                      |           |                                          |
| Grasläufer                | Grasläufer                | Calidris subruficollis  | Ausnahmeerscheinung                      |           |                                          |
| Graubrust-Strandläufer    | Graubrust-Strandläufer    | Calidris melanotos      | seltener Zugvogel                        |           |                                          |
| Sandstrandläufer          | Sandstrandläufer          | Calidris pusilla        | besondere Ausnahmeerscheinung            |           |                                          |
| Tundraschlammläufer       | Tundraschlammläufer       | Limnodromus scolopaceus | Ausnahmeerscheinung                      |           |                                          |
| Moorschlammläufer         | Moorschlammläufer         | Limnodromus griseus     | besondere Ausnahmeerscheinung            |           |                                          |
| Waldschnepfe              | Waldschnepfe              | Scolopax rusticola      | Brut-, Jahres-, Zugvogel, Wintergast     | V         |                                          |
| Zwergschnepfe             | Zwergschnepfe             | Lymnocryptes minimus    | Zugvogel, Wintergast                     |           | ausnahmsweise Brutvogel vor 1950         |
| Doppelschnepfe            | Doppelschnepfe            | Gallinago media         | Ausnahmeerscheinung                      | 0         | ehemaliger Brutvogel vor 1950            |
| Bekassine                 | Bekassine                 | Gallinago gallinago     | Brut-, Zugvogel, Wintergast              | 1         |                                          |
| Terekwasserläufer         | Terekwasserläufer         | Xenus cinereus          | Ausnahmeerscheinung                      |           |                                          |
| Wilson-Wassertreter       | Wilsonwassertreter        | Phalaropus tricolor     | Ausnahmeerscheinung                      |           |                                          |
| Odinshühnchen             | Odinshühnchen             | Phalaropus lobatus      | Zugvogel                                 |           |                                          |
| Thorshühnchen             | Thorshühnchen             | Phalaropus fulicarius   | seltener Zugvogel                        |           |                                          |
| Flussuferläufer           | Flussuferläufer           | Actitis hypoleucos      | Brut-, Zugvogel                          | 2         |                                          |
| Drosseluferläufer         | Drosseluferläufer         | Actitis macularius      | Ausnahmeerscheinung                      |           |                                          |
| Waldwasserläufer          | Waldwasserläufer          | Tringa ochropus         | Brut-, Zugvogel, Wintergast              |           |                                          |
| Gelbschenkel              | Gelbschenkel              | Tringa flavipes         | Ausnahmeerscheinung                      |           |                                          |
| Rotschenkel               | Rotschenkel               | Tringa totanus          | Brut-, Jahres-, Zugvogel, Wintergast     | 2         |                                          |
| Teichwasserläufer         | Teichwasserläufer         | Tringa stagnatilis      | seltener Zugvogel                        |           | ausnahmsweise Brutvogel                  |
| Bruchwasserläufer         | Bruchwasserläufer         | Tringa glareola         | seltener, lokaler Brutvogel, Zugvogel    | 1         |                                          |
| Dunkelwasserläufer        | Dunkelwasserläufer        | Tringa erythropus       | Zugvogel                                 |           |                                          |
| Grünschenkel              | Grünschenkel              | Tringa nebularia        | Zugvogel                                 |           | ausnahmsweise Brutvogel                  |

### Glareolidae– Brachschwalbenverwandte
| Bild                        | deutscher Name              | wissenschaftlicher Name | Status                        | RL-Status | Bemerkung               |
| --------------------------- | --------------------------- | ----------------------- | ----------------------------- | --------- | ----------------------- |
| Rennvogel                   | Rennvogel                   | Cursorius cursor        | besondere Ausnahmeerscheinung |           |                         |
| Rotflügel-Brachschwalbe     | Rotflügel-Brachschwalbe     | Glareola pratincola     | Ausnahmeerscheinung           |           |                         |
| Schwarzflügel-Brachschwalbe | Schwarzflügel-Brachschwalbe | Glareola nordmanni      | Ausnahmeerscheinung           |           | ausnahmsweise Brutvogel |

### Laridae– Möwenverwandte
| Bild                   | deutscher Name         | wissenschaftlicher Name      | Status                                            | RL-Status | Bemerkung                               |
| ---------------------- | ---------------------- | ---------------------------- | ------------------------------------------------- | --------- | --------------------------------------- |
| Noddi                  | Noddi                  | Anous stolidus               |                                                   |           | als Wildvogel nur vor 1950 nachgewiesen |
| Dreizehenmöwe          | Dreizehenmöwe          | Rissa tridactyla             | lokaler Brut-, Jahres-, Zugvogel, Wintergast      | 2         |                                         |
| Elfenbeinmöwe          | Elfenbeinmöwe          | Pagophila eburnea            | Ausnahmeerscheinung                               |           |                                         |
| Schwalbenmöwe          | Schwalbenmöwe          | Xema sabini                  | seltener Zugvogel                                 |           |                                         |
| Dünnschnabelmöwe       | Dünnschnabelmöwe       | Chroicocephalus genei        | besondere Ausnahmeerscheinung                     |           |                                         |
| Bonapartemöwe          | Bonapartemöwe          | Chroicocephalus philadelphia | besondere Ausnahmeerscheinung                     |           |                                         |
| Lachmöwe               | Lachmöwe               | Chroicocephalus ridibundus   | Brut-, Jahres-, Zugvogel, Wintergast              |           |                                         |
| Zwergmöwe              | Zwergmöwe              | Hydrocoloeus minutus         | seltener, lokaler Brutvogel; Zugvogel             | R         |                                         |
| Rosenmöwe              | Rosenmöwe              | Rhodostethia rosea           | Ausnahmeerscheinung                               |           |                                         |
| Aztekenmöwe            | Aztekenmöwe            | Leucophaeus atricilla        | Ausnahmeerscheinung                               |           |                                         |
| Präriemöwe             | Präriemöwe             | Leucophaeus pipixcan         | Ausnahmeerscheinung                               |           |                                         |
| Korallenmöwe           | Korallenmöwe           | Ichthyaetus audouinii        | Ausnahmeerscheinung                               |           |                                         |
| Schwarzkopfmöwe        | Schwarzkopfmöwe        | Ichthyaetus melanocephalus   | Brut-, Zugvogel, seltener Wintergast              |           |                                         |
| Fischmöwe              | Fischmöwe              | Ichthyaetus ichthyaetus      | Ausnahmeerscheinung                               |           |                                         |
| Sturmmöwe              | Sturmmöwe              | Larus canus                  | Brut-, Jahres-, Zugvogel, Wintergast              |           |                                         |
| Ringschnabelmöwe       | Ringschnabelmöwe       | Larus delawarensis           | Ausnahmeerscheinung                               |           |                                         |
| Mantelmöwe             | Mantelmöwe             | Larus marinus                | seltener Brutvogel; Jahres-, Zugvogel, Wintergast |           |                                         |
| Eismöwe                | Eismöwe                | Larus hyperboreus            | seltener Wintergast                               |           |                                         |
| Polarmöwe              | Polarmöwe              | Larus glaucoides             | seltener Wintergast                               |           |                                         |
| Silbermöwe             | Silbermöwe             | Larus argentatus             | Brut-, Jahres-, Zugvogel, Wintergast              | V         |                                         |
| Kanadamöwe             | Kanadamöwe             | Larus smithsonianus          | besondere Ausnahmeerscheinung                     |           |                                         |
| Steppenmöwe            | Steppenmöwe            | Larus cachinnans             | seltener Brutvogel; Zugvogel, Wintergast          |           |                                         |
| Mittelmeermöwe         | Mittelmeermöwe         | Larus michahellis            | Brut-, Zugvogel, Wintergast                       |           |                                         |
| Heringsmöwe            | Heringsmöwe            | Larus fuscus                 | Brut-, Zugvogel, Wintergast                       |           |                                         |
| Lachseeschwalbe        | Lachseeschwalbe        | Gelochelidon nilotica        | seltener, lokaler Brutvogel; seltener Zugvogel    | 1         |                                         |
| Raubseeschwalbe        | Raubseeschwalbe        | Hydroprogne caspia           | seltener, lokaler Brutvogel; Zugvogel             | 1         |                                         |
| Rüppelseeschwalbe      | Rüppellseeschwalbe     | Thalasseus bengalensis       | besondere Ausnahmeerscheinung                     |           |                                         |
| Brandseeschwalbe       | Brandseeschwalbe       | Thalasseus sandvicensis      | Brut-, Zugvogel                                   | 1         |                                         |
| Schmuckseeschwalbe     | Schmuckseeschwalbe     | Thalasseus elegans           | besondere Ausnahmeerscheinung                     |           |                                         |
| Zwergseeschwalbe       | Zwergseeschwalbe       | Sternula albifrons           | Brut-, Zugvogel                                   | 1         |                                         |
| Zügelseeschwalbe       | Zügelseeschwalbe       | Onychoprion anaethetus       | besondere Ausnahmeerscheinung                     |           |                                         |
| Rußseeschwalbe         | Rußseeschwalbe         | Onychoprion fuscatus         | besondere Ausnahmeerscheinung                     |           |                                         |
| Rosenseeschwalbe       | Rosenseeschwalbe       | Sterna dougallii             | Ausnahmeerscheinung                               | 0         | ehemaliger Brutvogel vor 1950           |
| Flussseeschwalbe       | Flussseeschwalbe       | Sterna hirundo               | Brut-, Zugvogel                                   | 2         |                                         |
| Küstenseeschwalbe      | Küstenseeschwalbe      | Sterna paradisaea            | Brut-, Zugvogel                                   | 1         |                                         |
| Weißbart-Seeschwalbe   | Weißbart-Seeschwalbe   | Chlidonias hybrida           | seltener Brut-, Zugvogel                          | R         |                                         |
| Weißflügel-Seeschwalbe | Weißflügel-Seeschwalbe | Chlidonias leucopterus       | seltener Brut-, Zugvogel                          | R         |                                         |
| Trauerseeschwalbe      | Trauerseeschwalbe      | Chlidonias niger             | Brut-, Zugvogel                                   | 3         |                                         |

### Stercorariidae– Raubmöwen
| Bild                | deutscher Name      | wissenschaftlicher Name  | Status            | RL-Status | Bemerkung |
| ------------------- | ------------------- | ------------------------ | ----------------- | --------- | --------- |
| Skua                | Skua                | Stercorarius skua        | seltener Zugvogel |           |           |
| Spatelraubmöwe      | Spatelraubmöwe      | Stercorarius pomarinus   | seltener Zugvogel |           |           |
| Schmarotzerraubmöwe | Schmarotzerraubmöwe | Stercorarius parasiticus | Zugvogel          |           |           |
| Falkenraubmöwe      | Falkenraubmöwe      | Stercorarius longicaudus | seltener Zugvogel |           |           |

### Alcidae– Alke
| Bild              | deutscher Name    | wissenschaftlicher Name | Status                                                     | RL-Status | Bemerkung                     |
| ----------------- | ----------------- | ----------------------- | ---------------------------------------------------------- | --------- | ----------------------------- |
| Krabbentaucher    | Krabbentaucher    | Alle alle               | Zugvogel; seltener Wintergast                              |           |                               |
| Dickschnabellumme | Dickschnabellumme | Uria lomvia             | besondere Ausnahmeerscheinung                              |           |                               |
| Trottellumme      | Trottellumme      | Uria aalge              | lokaler Brutvogel; Jahres-, Zugvogel, Wintergast           | R         |                               |
| Tordalk           | Tordalk           | Alca torda              | seltener, lokaler Brutvogel; Jahres-, Zugvogel, Wintergast | R         |                               |
| Gryllteiste       | Gryllteiste       | Cepphus grylle          | seltener Zugvogel, Wintergast                              |           | ausnahmsweise Brutvogel       |
| Papageitaucher    | Papageitaucher    | Fratercula arctica      | Zugvogel                                                   | 0         | ehemaliger Brutvogel vor 1950 |

## Gaviiformes– Seetaucher

### Gaviidae– Seetaucher
| Bild                | deutscher Name      | wissenschaftlicher Name | Status                        | RL-Status | Bemerkung |
| ------------------- | ------------------- | ----------------------- | ----------------------------- | --------- | --------- |
| Sterntaucher        | Sterntaucher        | Gavia stellata          | Zugvogel, Wintergast          |           |           |
| Prachttaucher       | Prachttaucher       | Gavia arctica           | Zugvogel, Wintergast          |           |           |
| Eistaucher          | Eistaucher          | Gavia immer             | seltener Zugvogel, Wintergast |           |           |
| Gelbschnabeltaucher | Gelbschnabeltaucher | Gavia adamsii           | Ausnahmeerscheinung           |           |           |

## Procellariiformes– Röhrennasen

### Oceanitidae– Sturmschwalben
| Bild                  | deutscher Name        | wissenschaftlicher Name | Status                        | RL-Status | Bemerkung |
| --------------------- | --------------------- | ----------------------- | ----------------------------- | --------- | --------- |
| Buntfuß-Sturmschwalbe | Buntfuß-Sturmschwalbe | Oceanites oceanicus     | besondere Ausnahmeerscheinung |           |           |

### Diomedeidae– Albatrosse
| Bild                  | deutscher Name        | wissenschaftlicher Name  | Status                        | RL-Status | Bemerkung |
| --------------------- | --------------------- | ------------------------ | ----------------------------- | --------- | --------- |
| Schwarzbrauenalbatros | Schwarzbrauenalbatros | Thalassarche melanophris | besondere Ausnahmeerscheinung |           |           |

### Hydrobatidae– Wellenläufer
| Bild                | deutscher Name      | wissenschaftlicher Name | Status                        | RL-Status | Bemerkung                    |
| ------------------- | ------------------- | ----------------------- | ----------------------------- | --------- | ---------------------------- |
| Sturmschwalbe       | Sturmwellenläufer   | Hydrobates pelagicus    | Ausnahmeerscheinung           |           |                              |
| Wellenläufer        | Wellenläufer        | Hydrobates leucorhoa    | seltener Zugvogel             |           |                              |
| Swinhoewellenläufer | Swinhoewellenläufer | Hydrobates monorhis     | besondere Ausnahmeerscheinung |           | Erstnachweis im Oktober 2018 |

### Procellariidae– Sturmvögel
| Bild                 | deutscher Name       | wissenschaftlicher Name | Status                                                     | RL-Status | Bemerkung                               |
| -------------------- | -------------------- | ----------------------- | ---------------------------------------------------------- | --------- | --------------------------------------- |
| Eissturmvogel        | Eissturmvogel        | Fulmarus glacialis      | lokaler, seltener Brutvogel; Jahres-, Zugvogel, Wintergast | R         |                                         |
| Sepiasturmtaucher    | Sepiasturmtaucher    | Calonectris diomedea    |                                                            |           | als Wildvogel nur vor 1950 nachgewiesen |
| Corysturmtaucher     | Corysturmtaucher     | Calonectris borealis    | besondere Ausnahmeerscheinung                              |           |                                         |
| Dunkelsturmtaucher   | Dunkelsturmtaucher   | Ardenna grisea          | seltener Zugvogel                                          |           |                                         |
| Kappensturmtaucher   | Kappensturmtaucher   | Ardenna gravis          | besondere Ausnahmeerscheinung                              |           |                                         |
| Atlantiksturmtaucher | Atlantiksturmtaucher | Puffinus puffinus       | Ausnahmeerscheinung                                        |           |                                         |
| Balearensturmtaucher | Balearensturmtaucher | Puffinus mauretanicus   | Ausnahmeerscheinung                                        |           |                                         |
| Barolosturmtaucher   | Barolosturmtaucher   | Puffinus baroli         | besondere Ausnahmeerscheinung                              |           |                                         |
| Bulwersturmvogel     | Bulwersturmvogel     | Bulweria bulwerii       | besondere Ausnahmeerscheinung                              |           |                                         |

## Ciconiiformes– Störche

### Ciconiidae– Störche
| Bild          | deutscher Name | wissenschaftlicher Name | Status                   | RL-Status | Bemerkung |
| ------------- | -------------- | ----------------------- | ------------------------ | --------- | --------- |
| Schwarzstorch | Schwarzstorch  | Ciconia nigra           | Brut-, Zugvogel          |           |           |
| Weißstorch    | Weißstorch     | Ciconia ciconia         | Brut-, Zug-, Jahresvogel | V         |           |

## Suliformes– Ruderfüßer

### Sulidae– Tölpel
| Bild            | deutscher Name  | wissenschaftlicher Name | Status                                           | RL-Status | Bemerkung |
| --------------- | --------------- | ----------------------- | ------------------------------------------------ | --------- | --------- |
| Basstölpel      | Basstölpel      | Morus bassanus          | lokaler Brutvogel; Jahres-, Zugvogel, Wintergast | R         |           |
| Weißbauchtölpel | Weißbauchtölpel | Sula leucogaster        | besondere Ausnahmeerscheinung                    |           |           |

### Phalacrocoracidae– Kormorane
| Bild          | deutscher Name | wissenschaftlicher Name   | Status                               | RL-Status | Bemerkung |
| ------------- | -------------- | ------------------------- | ------------------------------------ | --------- | --------- |
| Zwergscharbe  | Zwergscharbe   | Microcarbo pygmeus        | Ausnahmeerscheinung                  |           |           |
| Krähenscharbe | Krähenscharbe  | Phalacrocorax aristotelis | seltener Jahresvogel                 |           |           |
| Kormoran      | Kormoran       | Phalacrocorax carbo       | Brut-, Jahres-, Zugvogel, Wintergast |           |           |

## Pelecaniformes– Pelikanvögel

### Threskiornithidae– Ibisse
| Bild    | deutscher Name | wissenschaftlicher Name | Status              | RL-Status | Bemerkung |
| ------- | -------------- | ----------------------- | ------------------- | --------- | --------- |
| Sichler | Sichler        | Plegadis falcinellus    | Ausnahmeerscheinung |           |           |
| Löffler | Löffler        | Platalea leucorodia     | Brut-, Zugvogel     | R         |           |

### Ardeidae– Reiher
| Bild         | deutscher Name | wissenschaftlicher Name | Status                                                     | RL-Status | Bemerkung                                 |
| ------------ | -------------- | ----------------------- | ---------------------------------------------------------- | --------- | ----------------------------------------- |
| Rohrdommel   | Rohrdommel     | Botaurus stellaris      | Brut-, Jahres-, Zugvogel, Wintergast                       | 3         |                                           |
| Zwergdommel  | Zwergdommel    | Ixobrychus minutus      | Brut-, Zugvogel                                            | 3         |                                           |
| Nachtreiher  | Nachtreiher    | Nycticorax nycticorax   | lokaler, seltener Brutvogel; seltener Zugvogel             | 2         |                                           |
| Rallenreiher | Rallenreiher   | Ardeola ralloides       | Ausnahmeerscheinung                                        |           |                                           |
| Kuhreiher    | Kuhreiher      | Bubulcus ibis           | seltener Jahresvogel                                       |           | Bruten gehen auf ausgesetzte Tiere zurück |
| Graureiher   | Graureiher     | Ardea cinerea           | Brut-, Jahres-, Zugvogel, Wintergast                       |           |                                           |
| Purpurreiher | Purpurreiher   | Ardea purpurea          | seltener, lokaler Brutvogel; seltener Zugvogel             | R         |                                           |
| Silberreiher | Silberreiher   | Egretta alba            | seltener, lokaler Brutvogel; Jahres-, Zugvogel, Wintergast | R         |                                           |
| Seidenreiher | Seidenreiher   | Egretta garzetta        | seltener Zugvogel                                          |           | ausnahmsweise Brutvogel                   |

### Pelecanidae– Pelikane
| Bild             | deutscher Name   | wissenschaftlicher Name | Status                        | RL-Status | Bemerkung                                                                                 |
| ---------------- | ---------------- | ----------------------- | ----------------------------- | --------- | ----------------------------------------------------------------------------------------- |
| Rosapelikan      | Rosapelikan      | Pelecanus onocrotalus   | Ausnahmeerscheinung           |           | als Wildvogel nur vor 1950 nachgewiesen; Herkunft seit 1950 nachgewiesener Tiere ungewiss |
| Krauskopfpelikan | Krauskopfpelikan | Pelecanus crispus       | besondere Ausnahmeerscheinung |           |                                                                                           |

## Accipitriformes– Greifvögel

### Pandionidae– Fischadler
| Bild       | deutscher Name | wissenschaftlicher Name | Status          | RL-Status | Bemerkung |
| ---------- | -------------- | ----------------------- | --------------- | --------- | --------- |
| Fischadler | Fischadler     | Pandion haliaetus       | Brut-, Zugvogel | 3         |           |

### Accipitridae– Habichtverwandte
| Bild           | deutscher Name | wissenschaftlicher Name | Status                                            | RL-Status | Bemerkung                                                                                   |
| -------------- | -------------- | ----------------------- | ------------------------------------------------- | --------- | ------------------------------------------------------------------------------------------- |
| Gleitaar       | Gleitaar       | Elanus caeruleus        | Ausnahmeerscheinung                               |           |                                                                                             |
| Bartgeier      | Bartgeier      | Gypaetus barbatus       | Ausnahmeerscheinung                               |           | als Wildvogel nur vor 1950 nachgewiesen; Nachweise seit 1950 betreffen ausgesetzte Vögel    |
| Schmutzgeier   | Schmutzgeier   | Neophron percnopterus   | Ausnahmeerscheinung                               |           |                                                                                             |
| Wespenbussard  | Wespenbussard  | Pernis apivorus         | Brut-, Zugvogel                                   | V         |                                                                                             |
| Gänsegeier     | Gänsegeier     | Gyps fulvus             | Ausnahmeerscheinung                               | 0         |                                                                                             |
| Mönchsgeier    | Mönchsgeier    | Aegypius monachus       | besondere Ausnahmeerscheinung                     |           | als Wildvogel nur vor 1950 nachgewiesen; Nachweise seit 1950 betreffen wohl keine Wildvögel |
| Schlangenadler | Schlangenadler | Circaetus gallicus      | seltener Zugvogel                                 | 0         | ehemaliger Brutvogel vor 1950                                                               |
| Schreiadler    | Schreiadler    | Clanga pomarina         | seltener Brutvogel; Zugvogel                      | 1         |                                                                                             |
| Schelladler    | Schelladler    | Clanga clanga           | Ausnahmeerscheinung                               |           | ausnahmsweise Brutvogel                                                                     |
| Zwergadler     | Zwergadler     | Hieraaetus pennatus     | Ausnahmeerscheinung                               |           | ausnahmsweise Brutvogel                                                                     |
| Steppenadler   | Steppenadler   | Aquila nipalensis       | besondere Ausnahmeerscheinung                     |           |                                                                                             |
| Kaiseradler    | Kaiseradler    | Aquila heliaca          | besondere Ausnahmeerscheinung                     |           |                                                                                             |
| Steinadler     | Steinadler     | Aquila chrysaetos       | seltener Brutvogel; Jahresvogel                   | R         |                                                                                             |
| Habichtsadler  | Habichtsadler  | Aquila fasciata         | besondere Ausnahmeerscheinung                     |           |                                                                                             |
| Sperber        | Sperber        | Accipiter nisus         | Brut-, Jahres-, Zugvogel, Wintergast              |           |                                                                                             |
| Habicht        | Habicht        | Accipiter gentilis      | Brut-, Jahres-, Zugvogel, Wintergast              |           |                                                                                             |
| Rohrweihe      | Rohrweihe      | Circus aeruginosus      | Brut-, Zugvogel                                   |           |                                                                                             |
| Kornweihe      | Kornweihe      | Circus cyaneus          | seltener Brutvogel; Jahres-, Zugvogel, Wintergast | 1         |                                                                                             |
| Steppenweihe   | Steppenweihe   | Circus macrourus        | seltener Zugvogel                                 |           | ausnahmsweise Brutvogel                                                                     |
| Wiesenweihe    | Wiesenweihe    | Circus pygargus         | Brut-, Zugvogel                                   | 2         |                                                                                             |
| Rotmilan       | Rotmilan       | Milvus milvus           | Brut-, Jahres-, Zugvogel, Wintergast              |           |                                                                                             |
| Schwarzmilan   | Schwarzmilan   | Milvus migrans          | Brut-, Zugvogel                                   |           |                                                                                             |
| Seeadler       | Seeadler       | Haliaeetus albicilla    | Brut-, Jahresvogel, Wintergast                    |           |                                                                                             |
| Raufußbussard  | Raufußbussard  | Buteo lagopus           | Wintergast                                        |           | ausnahmsweise Brutvogel                                                                     |
| Adlerbussard   | Adlerbussard   | Buteo rufinus           | Ausnahmeerscheinung                               |           |                                                                                             |
| Mäusebussard   | Mäusebussard   | Buteo buteo             | Brut-, Jahres-, Zugvogel, Wintergast              |           |                                                                                             |

## Strigiformes– Eulen

### Tytonidae– Schleiereulen
| Bild         | deutscher Name | wissenschaftlicher Name | Status             | RL-Status | Bemerkung |
| ------------ | -------------- | ----------------------- | ------------------ | --------- | --------- |
| Schleiereule | Schleiereule   | Tyto alba               | Brut-, Jahresvogel |           |           |

### Strigidae– Eulen
| Bild          | deutscher Name | wissenschaftlicher Name | Status                                   | RL-Status | Bemerkung                                                                                       |
| ------------- | -------------- | ----------------------- | ---------------------------------------- | --------- | ----------------------------------------------------------------------------------------------- |
| Zwergohreule  | Zwergohreule   | Otus scops              | Ausnahmeerscheinung                      |           | ausnahmsweise Brutvogel                                                                         |
| Schneeeule    | Schneeeule     | Bubo scandiacus         | Ausnahmeerscheinung                      |           |                                                                                                 |
| Uhu           | Uhu            | Bubo bubo               | Brut-, Jahresvogel                       |           |                                                                                                 |
| Waldkauz      | Waldkauz       | Strix aluco             | Brut-, Jahresvogel                       |           |                                                                                                 |
| Habichtskauz  | Habichtskauz   | Strix uralensis         | seltener Jahresvogel                     | R         | als Wildvogel nur vor 1950 nachgewiesen; (Brut-)Nachweise seit 1950 betreffen ausgesetzte Vögel |
| Sperbereule   | Sperbereule    | Surnia ulula            | Ausnahmeerscheinung                      |           |                                                                                                 |
| Sperlingskauz | Sperlingskauz  | Glaucidium passerinum   | Brut-, Jahresvogel                       |           |                                                                                                 |
| Steinkauz     | Steinkauz      | Athene noctua           | Brut-, Jahresvogel                       | V         |                                                                                                 |
| Raufußkauz    | Raufußkauz     | Aegolius funereus       | Brut-, Jahresvogel                       |           |                                                                                                 |
| Waldohreule   | Waldohreule    | Asio otus               | Brut-, Jahres-, Zugvogel, Wintergast     |           |                                                                                                 |
| Sumpfohreule  | Sumpfohreule   | Asio flammeus           | seltener Brutvogel; Zugvogel, Wintergast | 1         |                                                                                                 |

## Bucerotiformes– Hornvögel

### Upupidae– Wiedehopfe
| Bild      | deutscher Name | wissenschaftlicher Name | Status          | RL-Status | Bemerkung |
| --------- | -------------- | ----------------------- | --------------- | --------- | --------- |
| Wiedehopf | Wiedehopf      | Upupa epops             | Brut-, Zugvogel | 3         |           |

## Coraciiformes– Rackenvögel

### Coraciidae– Racken
| Bild      | deutscher Name | wissenschaftlicher Name | Status              | RL-Status | Bemerkung                     |
| --------- | -------------- | ----------------------- | ------------------- | --------- | ----------------------------- |
| Blauracke | Blauracke      | Coracias garrulus       | Ausnahmeerscheinung | 0         | ehemaliger Brutvogel vor 2005 |

### Alcedinidae– Eisvögel
| Bild     | deutscher Name | wissenschaftlicher Name | Status                               | RL-Status | Bemerkung |
| -------- | -------------- | ----------------------- | ------------------------------------ | --------- | --------- |
| Eisvogel | Eisvogel       | Alcedo atthis           | Brut-, Jahres-, Zugvogel, Wintergast |           |           |

### Meropidae– Spinte
| Bild            | deutscher Name  | wissenschaftlicher Name | Status              | RL-Status | Bemerkung |
| --------------- | --------------- | ----------------------- | ------------------- | --------- | --------- |
| Blauwangenspint | Blauwangenspint | Merops persicus         | Ausnahmeerscheinung |           |           |
| Bienenfresser   | Bienenfresser   | Merops apiaster         | Brut-, Zugvogel     |           |           |

## Piciformes – Spechtvögel

### Picidae– Spechte
| Bild             | deutscher Name   | wissenschaftlicher Name | Status                               | RL-Status | Bemerkung |
| ---------------- | ---------------- | ----------------------- | ------------------------------------ | --------- | --------- |
| Wendehals        | Wendehals        | Jynx torquilla          | Brut-, Zugvogel                      | 3         |           |
| Dreizehenspecht  | Dreizehenspecht  | Picoides tridactylus    | Brut-, Jahresvogel                   |           |           |
| Mittelspecht     | Mittelspecht     | Dendrocoptes medius     | Brut-, Jahresvogel                   |           |           |
| Kleinspecht      | Kleinspecht      | Dryobates minor         | Brut-, Jahresvogel, Wintergast       | 3         |           |
| Blutspecht       | Blutspecht       | Dendrocopos syriacus    | besondere Ausnahmeerscheinung        |           |           |
| Buntspecht       | Buntspecht       | Dendrocopos major       | Brut-, Jahres-, Zugvogel, Wintergast |           |           |
| Weißrückenspecht | Weißrückenspecht | Dendrocopos leucotos    | Brut-, Jahresvogel                   | 2         |           |
| Schwarzspecht    | Schwarzspecht    | Dryocopus martius       | Brut-, Jahresvogel                   |           |           |
| Grünspecht       | Grünspecht       | Picus viridis           | Brut-, Jahresvogel                   |           |           |
| Grauspecht       | Grauspecht       | Picus canus             | Brut-, Jahresvogel                   | 2         |           |

## Falconiformes– Falken

### Falconidae– Falken
| Bild           | deutscher Name | wissenschaftlicher Name | Status                               | RL-Status | Bemerkung                     |
| -------------- | -------------- | ----------------------- | ------------------------------------ | --------- | ----------------------------- |
| Rötelfalke     | Rötelfalke     | Falco naumanni          | Ausnahmeerscheinung                  |           |                               |
| Turmfalke      | Turmfalke      | Falco tinnunculus       | Brut-, Jahres-, Zugvogel, Wintergast |           |                               |
| Rotfußfalke    | Rotfußfalke    | Falco vespertinus       | seltener Zugvogel                    |           | ausnahmsweise Brutvogel       |
| Eleonorenfalke | Eleonorenfalke | Falco eleonorae         | besondere Ausnahmeerscheinung        |           |                               |
| Merlin         | Merlin         | Falco columbarius       | Zugvogel, Wintergast                 |           |                               |
| Baumfalke      | Baumfalke      | Falco subbuteo          | Brut-, Zugvogel                      | 3         |                               |
| Würgfalke      | Würgfalke      | Falco cherrug           | Ausnahmeerscheinung                  | 0         | ehemaliger Brutvogel vor 2005 |
| Gerfalke       | Gerfalke       | Falco rusticolus        | Ausnahmeerscheinung                  |           |                               |
| Wanderfalke    | Wanderfalke    | Falco peregrinus        | Brut-, Jahres-, Zugvogel, Wintergast |           |                               |

## Psittaciformes– Papageien

### Psittacidae– Papageien
| Bild            | deutscher Name  | wissenschaftlicher Name | Status                          | RL-Status | Bemerkung |
| --------------- | --------------- | ----------------------- | ------------------------------- | --------- | --------- |
| Halsbandsittich | Halsbandsittich | Psittacula krameri      | eingeführter Brut-, Jahresvogel |           |           |

## Passeriformes– Sperlingsvögel

### Laniidae– Würger
| Bild               | deutscher Name     | wissenschaftlicher Name | Status                               | RL-Status | Bemerkung                     |
| ------------------ | ------------------ | ----------------------- | ------------------------------------ | --------- | ----------------------------- |
| Braunwürger        | Braunwürger        | Lanius cristatus        | besondere Ausnahmeerscheinung        |           |                               |
| Neuntöter          | Neuntöter          | Lanius collurio         | Brut-, Zugvogel                      |           |                               |
| Isabellwürger      | Isabellwürger      | Lanius isabellinus      | Ausnahmeerscheinung                  |           |                               |
| Rotschwanzwürger   | Rotschwanzwürger   | Lanius phoenicuroides   | besondere Ausnahmeerscheinung        |           |                               |
| Schwarzstirnwürger | Schwarzstirnwürger | Lanius minor            | Ausnahmeerscheinung                  | 0         | ehemaliger Brutvogel vor 2005 |
| Raubwürger         | Raubwürger         | Lanius excubitor        | Brut-, Jahres-, Zugvogel, Wintergast | 1         |                               |
| Rotkopfwürger      | Rotkopfwürger      | Lanius senator          | seltener Zugvogel                    | 1         | ehemaliger Brutvogel vor 2005 |
| Maskenwürger       | Maskenwürger       | Lanius nubicus          | besondere Ausnahmeerscheinung        |           |                               |

### Vireonidae– Vireos
| Bild          | deutscher Name | wissenschaftlicher Name | Status                        | RL-Status | Bemerkung |
| ------------- | -------------- | ----------------------- | ----------------------------- | --------- | --------- |
| Gelbkelvireo  | Gelbkehlvireo  | Vireo flavifrons        | besondere Ausnahmeerscheinung |           |           |
| Rotaugenvireo | Rotaugenvireo  | Vireo olivaceus         | besondere Ausnahmeerscheinung |           |           |

### Oriolidae– Pirole
| Bild  | deutscher Name | wissenschaftlicher Name | Status          | RL-Status | Bemerkung |
| ----- | -------------- | ----------------------- | --------------- | --------- | --------- |
| Pirol | Pirol          | Oriolus oriolus         | Brut-, Zugvogel | V         |           |

### Corvidae– Krähenverwandte
| Bild        | deutscher Name | wissenschaftlicher Name | Status                               | RL-Status | Bemerkung                               |
| ----------- | -------------- | ----------------------- | ------------------------------------ | --------- | --------------------------------------- |
| Eichelhäher | Eichelhäher    | Garrulus glandarius     | Brut-, Jahres-, Zugvogel, Wintergast |           |                                         |
| Elster      | Elster         | Pica pica               | Brut-, Jahresvogel                   |           |                                         |
| Tannenhäher | Tannenhäher    | Nucifraga caryocatactes | Brut-, Jahres-, Zugvogel, Wintergast |           |                                         |
| Alpenkrähe  | Alpenkrähe     | Pyrrhocorax pyrrhocorax |                                      |           | als Wildvogel nur vor 1950 nachgewiesen |
| Alpendohle  | Alpendohle     | Pyrrhocorax graculus    | Brut-, Jahresvogel                   | R         |                                         |
| Dohle       | Dohle          | Coloeus monedula        | Brut-, Jahres-, Zugvogel, Wintergast |           |                                         |
| Saatkrähe   | Saatkrähe      | Corvus frugilegus       | Brut-, Jahres-, Zugvogel, Wintergast |           |                                         |
| Rabenkrähe  | Rabenkrähe     | Corvus corone           | Brut-, Jahres-, Zugvogel, Wintergast |           |                                         |
| Nebelkrähe  | Nebelkrähe     | Corvus cornix           | Brut-, Jahres-, Zugvogel, Wintergast |           |                                         |
| Kolkrabe    | Kolkrabe       | Corvus corax            | Brut-, Jahresvogel                   |           |                                         |

### Bombycillidae– Seidenschwänze
| Bild          | deutscher Name | wissenschaftlicher Name | Status               | RL-Status | Bemerkung |
| ------------- | -------------- | ----------------------- | -------------------- | --------- | --------- |
| Seidenschwanz | Seidenschwanz  | Bombycilla garrulus     | Zugvogel, Wintergast |           |           |

### Paridae– Meisen
| Bild        | deutscher Name | wissenschaftlicher Name | Status                               | RL-Status | Bemerkung |
| ----------- | -------------- | ----------------------- | ------------------------------------ | --------- | --------- |
| Tannenmeise | Tannenmeise    | Periparus ater          | Brut-, Jahres-, Zugvogel, Wintergast |           |           |
| Haubenmeise | Haubenmeise    | Lophophanes cristatus   | Brut-, Jahresvogel                   |           |           |
| Sumpfmeise  | Sumpfmeise     | Poecile palustris       | Brut-, Jahresvogel                   |           |           |
| Weidenmeise | Weidenmeise    | Poecile montanus        | Brut-, Jahresvogel                   |           |           |
| Blaumeise   | Blaumeise      | Cyanistes caeruleus     | Brut-, Jahres-, Zugvogel, Wintergast |           |           |
| Lasurmeise  | Lasurmeise     | Cyanistes cyanus        | besondere Ausnahmeerscheinung        |           |           |
| Kohlmeise   | Kohlmeise      | Parus major             | Brut-, Jahres-, Zugvogel, Wintergast |           |           |

### Remizidae– Beutelmeisen
| Bild        | deutscher Name | wissenschaftlicher Name | Status          | RL-Status | Bemerkung |
| ----------- | -------------- | ----------------------- | --------------- | --------- | --------- |
| Beutelmeise | Beutelmeise    | Remiz pendulinus        | Brut-, Zugvogel | 1         |           |

### Panuridae– Bartmeisen
| Bild      | deutscher Name | wissenschaftlicher Name | Status                   | RL-Status | Bemerkung |
| --------- | -------------- | ----------------------- | ------------------------ | --------- | --------- |
| Bartmeise | Bartmeise      | Panurus biarmicus       | Brut-, Jahres-, Zugvogel |           |           |

### Alaudidae– Lerchen
| Bild                 | deutscher Name       | wissenschaftlicher Name    | Status                               | RL-Status | Bemerkung                                        |
| -------------------- | -------------------- | -------------------------- | ------------------------------------ | --------- | ------------------------------------------------ |
| Heidelerche          | Heidelerche          | Lullula arborea            | Brut-, Zugvogel                      | V         |                                                  |
| Weißflügellerche     | Weißflügellerche     | Alauda leucoptera          |                                      |           | als Wildvogel nur vor 1950 nachgewiesen          |
| Feldlerche           | Feldlerche           | Alauda arvensis            | Brut-, Jahres-, Zugvogel, Wintergast | 3         |                                                  |
| Haubenlerche         | Haubenlerche         | Galerida cristata          | Brut-, Jahresvogel                   | 1         |                                                  |
| Ohrenlerche          | Ohrenlerche          | Eremophila alpestris       | Zugvogel, Wintergast                 |           |                                                  |
| Kurzzehenlerche      | Kurzzehenlerche      | Calandrella brachydactyla  | Ausnahmeerscheinung                  |           |                                                  |
| Kalanderlerche       | Kalanderlerche       | Melanocorypha calandra     | Ausnahmeerscheinung                  |           |                                                  |
| Bergkalanderlerche   | Bergkalanderlerche   | Melanocorypha bimaculata   | besondere Ausnahmeerscheinung        |           | Erstnachweis im September 2019                   |
| Schwarzsteppenlerche | Schwarzsteppenlerche | Melanocorypha yeltoniensis | besondere Ausnahmeerscheinung        |           | erster Nachweis seit über 100 Jahren im Mai 2020 |
| Stummellerche        | Stummellerche        | Alaudala rufescens         |                                      |           | als Wildvogel nur vor 1950 nachgewiesen          |

### Hirundinidae– Schwalben
| Bild           | deutscher Name | wissenschaftlicher Name | Status              | RL-Status | Bemerkung |
| -------------- | -------------- | ----------------------- | ------------------- | --------- | --------- |
| Uferschwalbe   | Uferschwalbe   | Riparia riparia         | Brut-, Zugvogel     |           |           |
| Rauchschwalbe  | Rauchschwalbe  | Hirundo rustica         | Brut-, Zugvogel     | V         |           |
| Felsenschwalbe | Felsenschwalbe | Ptyonoprogne rupestris  | Brut-, Zugvogel     |           |           |
| Mehlschwalbe   | Mehlschwalbe   | Delichon urbicum        | Brut-, Zugvogel     | 3         |           |
| Rötelschwalbe  | Rötelschwalbe  | Cecropis daurica        | Ausnahmeerscheinung |           |           |

### Cettiidae– Seidensängerverwandte
| Bild         | deutscher Name | wissenschaftlicher Name | Status              | RL-Status | Bemerkung               |
| ------------ | -------------- | ----------------------- | ------------------- | --------- | ----------------------- |
| Seidensänger | Seidensänger   | Cettia cetti            | Ausnahmeerscheinung |           | ausnahmsweise Brutvogel |

### Aegithalidae– Schwanzmeisen
| Bild         | deutscher Name | wissenschaftlicher Name | Status                               | RL-Status | Bemerkung |
| ------------ | -------------- | ----------------------- | ------------------------------------ | --------- | --------- |
| Schwanzmeise | Schwanzmeise   | Aegithalos caudatus     | Brut-, Jahres-, Zugvogel, Wintergast |           |           |

### Phylloscopidae– Laubsänger
| Bild                    | deutscher Name          | wissenschaftlicher Name    | Status                                         | RL-Status | Bemerkung |
| ----------------------- | ----------------------- | -------------------------- | ---------------------------------------------- | --------- | --------- |
| Waldlaubsänger          | Waldlaubsänger          | Phylloscopus sibilatrix    | Brut-, Zugvogel                                |           |           |
| Berglaubsänger          | Berglaubsänger          | Phylloscopus bonelli       | Brut-, Zugvogel                                |           |           |
| Tienschan-Laubsänger    | Tienschan-Laubsänger    | Phylloscopus humei         | Ausnahmeerscheinung                            |           |           |
| Gelbbrauen-Laubsänger   | Gelbbrauen-Laubsänger   | Phylloscopus inornatus     | seltener Zugvogel                              |           |           |
| Goldhähnchen-Laubsänger | Goldhähnchen-Laubsänger | Phylloscopus proregulus    | Ausnahmeerscheinung                            |           |           |
| Bartlaubsänger          | Bartlaubsänger          | Phylloscopus schwarzi      | Ausnahmeerscheinung                            |           |           |
| Dunkellaubsänger        | Dunkellaubsänger        | Phylloscopus fuscatus      | Ausnahmeerscheinung                            |           |           |
| Fitis                   | Fitis                   | Phylloscopus trochilus     | Brut-, Zugvogel                                |           |           |
| Zilpzalp                | Zilpzalp                | Phylloscopus collybita     | Brut-, Zugvogel                                |           |           |
| Iberienzilpzalp         | Iberienzilpzalp         | Phylloscopus ibericus      | Ausnahmeerscheinung                            |           |           |
| Kronenlaubsänger        | Kronenlaubsänger        | Phylloscopus coronatus     | besondere Ausnahmeerscheinung                  |           |           |
| Wacholderlaubsänger     | Wacholderlaubsänger     | Phylloscopus nitidus       | besondere Ausnahmeerscheinung                  |           |           |
| Middendorff-Laubsänger  | Middendorff-Laubsänger  | Phylloscopus plumbeitarsus | besondere Ausnahmeerscheinung                  |           |           |
| Grünlaubsänger          | Grünlaubsänger          | Phylloscopus trochiloides  | seltener, lokaler Brutvogel; seltener Zugvogel | R         |           |
| Wanderlaubsänger        | Wanderlaubsänger        | Phylloscopus borealis      | Ausnahmeerscheinung                            |           |           |

### Acrocephalidae– Rohrsängerverwandte
| Bild               | deutscher Name     | wissenschaftlicher Name    | Status                                         | RL-Status | Bemerkung               |
| ------------------ | ------------------ | -------------------------- | ---------------------------------------------- | --------- | ----------------------- |
| Drosselrohrsänger  | Drosselrohrsänger  | Acrocephalus arundinaceus  | Brut-, Zugvogel                                |           |                         |
| Mariskenrohrsänger | Mariskenrohrsänger | Acrocephalus melanopogon   | Ausnahmeerscheinung                            |           |                         |
| Seggenrohrsänger   | Seggenrohrsänger   | Acrocephalus paludicola    | seltener, lokaler Brutvogel; seltener Zugvogel | 1         |                         |
| Schilfrohrsänger   | Schilfrohrsänger   | Acrocephalus schoenobaenus | Brut-, Zugvogel                                |           |                         |
| Feldrohrsänger     | Feldrohrsänger     | Acrocephalus agricola      | Ausnahmeerscheinung                            |           |                         |
| Buschrohrsänger    | Buschrohrsänger    | Acrocephalus dumetorum     | Ausnahmeerscheinung                            |           | ausnahmsweise Brutvogel |
| Teichrohrsänger    | Teichrohrsänger    | Acrocephalus scirpaceus    | Brut-, Zugvogel                                |           |                         |
| Sumpfrohrsänger    | Sumpfrohrsänger    | Acrocephalus palustris     | Brut-, Zugvogel                                |           |                         |
| Buschspötter       | Buschspötter       | Iduna caligata             | besondere Ausnahmeerscheinung                  |           |                         |
| Steppenspötter     | Steppenspötter     | Iduna rama                 | besondere Ausnahmeerscheinung                  |           |                         |
| Blassspötter       | Blassspötter       | Iduna pallida              | besondere Ausnahmeerscheinung                  |           |                         |
| Orpheusspötter     | Orpheusspötter     | Hippolais polyglotta       | Brut-, Zugvogel                                |           |                         |
| Gelbspötter        | Gelbspötter        | Hippolais icterina         | Brut-, Zugvogel                                |           |                         |

### Locustellidae– Schwirlverwandte
| Bild            | deutscher Name  | wissenschaftlicher Name | Status                        | RL-Status | Bemerkung                               |
| --------------- | --------------- | ----------------------- | ----------------------------- | --------- | --------------------------------------- |
| Streifenschwirl | Streifenschwirl | Helopsaltes certhiola   |                               |           | als Wildvogel nur vor 1950 nachgewiesen |
| Strichelschwirl | Strichelschwirl | Locustella lanceolata   | besondere Ausnahmeerscheinung |           |                                         |
| Feldschwirl     | Feldschwirl     | Locustella naevia       | Brut-, Zugvogel               | 2         |                                         |
| Schlagschwirl   | Schlagschwirl   | Locustella fluviatilis  | Brut-, Zugvogel               |           |                                         |
| Rohrschwirl     | Rohrschwirl     | Locustella luscinioides | Brut-, Zugvogel               |           |                                         |

### Cisticolidae– Halmsänger
| Bild         | deutscher Name | wissenschaftlicher Name | Status              | RL-Status | Bemerkung |
| ------------ | -------------- | ----------------------- | ------------------- | --------- | --------- |
| Zistensänger | Zistensänger   | Cisticola juncidis      | Ausnahmeerscheinung |           |           |

### Sylviidae– Grasmückenverwandte
| Bild                   | deutscher Name         | wissenschaftlicher Name | Status                        | RL-Status | Bemerkung               |
| ---------------------- | ---------------------- | ----------------------- | ----------------------------- | --------- | ----------------------- |
| Mönchsgrasmücke        | Mönchsgrasmücke        | Sylvia atricapilla      | Brut-, Zugvogel               |           |                         |
| Gartengrasmücke        | Gartengrasmücke        | Sylvia borin            | Brut-, Zugvogel               |           |                         |
| Sperbergrasmücke       | Sperbergrasmücke       | Sylvia nisoria          | Brut-, Zugvogel               | 1         |                         |
| Klappergrasmücke       | Klappergrasmücke       | Sylvia curruca          | Brut-, Zugvogel               |           |                         |
| Orpheusgrasmücke       | Orpheusgrasmücke       | Sylvia hortensis        | besondere Ausnahmeerscheinung |           |                         |
| Wüstengrasmücke        | Wüstengrasmücke        | Sylvia nana             | besondere Ausnahmeerscheinung |           |                         |
| Dorngrasmücke          | Dorngrasmücke          | Sylvia communis         | Brut-, Zugvogel               |           |                         |
| Provencegrasmücke      | Provencegrasmücke      | Sylvia undata           | besondere Ausnahmeerscheinung |           |                         |
| Brillengrasmücke       | Brillengrasmücke       | Sylvia conspicillata    | besondere Ausnahmeerscheinung |           | ausnahmsweise Brutvogel |
| Weißbart-Grasmücke     | Weißbart-Grasmücke     | Sylvia cantillans       | Ausnahmeerscheinung           |           |                         |
| Ligurien-Bartgrasmücke | Ligurien-Bartgrasmücke | Sylvia subalpina        | besondere Ausnahmeerscheinung |           |                         |
| Samtkopf-Grasmücke     | Samtkopf-Grasmücke     | Sylvia melanocephala    | Ausnahmeerscheinung           |           |                         |

### Regulidae– Goldhähnchen
| Bild               | deutscher Name     | wissenschaftlicher Name | Status                               | RL-Status | Bemerkung |
| ------------------ | ------------------ | ----------------------- | ------------------------------------ | --------- | --------- |
| Sommergoldhähnchen | Sommergoldhähnchen | Regulus ignicapilla     | Brut-, Zugvogel                      |           |           |
| Wintergoldhähnchen | Wintergoldhähnchen | Regulus regulus         | Brut-, Jahres-, Zugvogel, Wintergast |           |           |

### Troglodytidae– Zaunkönige
| Bild      | deutscher Name | wissenschaftlicher Name | Status                               | RL-Status | Bemerkung |
| --------- | -------------- | ----------------------- | ------------------------------------ | --------- | --------- |
| Zaunkönig | Zaunkönig      | Troglodytes troglodytes | Brut-, Jahres-, Zugvogel, Wintergast |           |           |

### Sittidae– Kleiber
| Bild     | deutscher Name | wissenschaftlicher Name | Status                               | RL-Status | Bemerkung |
| -------- | -------------- | ----------------------- | ------------------------------------ | --------- | --------- |
| Kleibern | Kleiber        | Sitta europaea          | Brut-, Jahres-, Zugvogel, Wintergast |           |           |

### Tichodromidae– Mauerläufer
| Bild        | deutscher Name | wissenschaftlicher Name | Status             | RL-Status | Bemerkung |
| ----------- | -------------- | ----------------------- | ------------------ | --------- | --------- |
| Mauerläufer | Mauerläufer    | Tichodroma muraria      | Brut-, Jahresvogel | R         |           |

### Certhiidae– Baumläufer
| Bild             | deutscher Name   | wissenschaftlicher Name | Status             | RL-Status | Bemerkung |
| ---------------- | ---------------- | ----------------------- | ------------------ | --------- | --------- |
| Waldbaumläufer   | Waldbaumläufer   | Certhia familiaris      | Brut-, Jahresvogel |           |           |
| Gartenbaumläufer | Gartenbaumläufer | Certhia brachydactyla   | Brut-, Jahresvogel |           |           |

### Mimidae– Spottdrosseln
| Bild        | deutscher Name | wissenschaftlicher Name | Status | RL-Status | Bemerkung                               |
| ----------- | -------------- | ----------------------- | ------ | --------- | --------------------------------------- |
| Katzenvogel | Katzenvogel    | Dumetella carolinensis  |        |           | als Wildvogel nur vor 1950 nachgewiesen |

### Sturnidae– Starenverwandte
| Bild      | deutscher Name | wissenschaftlicher Name | Status                   | RL-Status | Bemerkung |
| --------- | -------------- | ----------------------- | ------------------------ | --------- | --------- |
| Rosenstar | Rosenstar      | Pastor roseus           | Ausnahmeerscheinung      |           |           |
| Star      | Star           | Sturnus vulgaris        | Brut-, Jahres-, Zugvogel | 3         |           |

### Turdidae– Drosseln
| Bild                    | deutscher Name          | wissenschaftlicher Name | Status                               | RL-Status | Bemerkung                               |
| ----------------------- | ----------------------- | ----------------------- | ------------------------------------ | --------- | --------------------------------------- |
| Schieferdrossel         | Schieferdrossel         | Geokichla sibirica      | besondere Ausnahmeerscheinung        |           |                                         |
| Erddrossel              | Erddrossel              | Zoothera aurea          | Ausnahmeerscheinung                  |           |                                         |
| Grauwangen-Musendrossel | Grauwangen-Musendrossel | Catharus minimus        |                                      |           | als Wildvogel nur vor 1950 nachgewiesen |
| Zwergmusendrossel       | Zwergmusendrossel       | Catharus ustulatus      | besondere Ausnahmeerscheinung        |           |                                         |
| Einsiedler-Musendrossel | Einsiedler-Musendrossel | Catharus guttatus       |                                      |           | als Wildvogel nur vor 1950 nachgewiesen |
| Einfarbdrossel          | Einfarbdrossel          | Turdus unicolor         |                                      |           | als Wildvogel nur vor 1950 nachgewiesen |
| Ringdrossel             | Ringdrossel             | Turdus torquatus        | Brut-, Zugvogel                      |           |                                         |
| Amsel                   | Amsel                   | Turdus merula           | Brut-, Jahres-, Zugvogel, Wintergast |           |                                         |
| Weißbrauendrossel       | Weißbrauendrossel       | Turdus obscurus         | Ausnahmeerscheinung                  |           |                                         |
| Schwarzkehldrossel      | Schwarzkehldrossel      | Turdus atrogularis      | Ausnahmeerscheinung                  |           |                                         |
| Rotkehldrossel          | Rotkehldrossel          | Turdus ruficollis       | besondere Ausnahmeerscheinung        |           |                                         |
| Rostschwanzdrossel      | Rostschwanzdrossel      | Turdus naumanni         | besondere Ausnahmeerscheinung        |           |                                         |
| Rostflügeldrossel       | Rostflügeldrossel       | Turdus eunomus          | besondere Ausnahmeerscheinung        |           |                                         |
| Wacholderdrossel        | Wacholderdrossel        | Turdus pilaris          | Brut-, Jahres-, Zugvogel, Wintergast |           |                                         |
| Rotdrossel              | Rotdrossel              | Turdus iliacus          | Zugvogel, Wintergast                 |           | ausnahmsweise Brutvogel                 |
| Singdrossel             | Singdrossel             | Turdus philomelos       | Brut-, Zugvogel                      |           |                                         |
| Misteldrossel           | Misteldrossel           | Turdus viscivorus       | Brut-, Jahres-, Zugvogel             |           |                                         |
| Wanderdrossel           | Wanderdrossel           | Turdus migratorius      | besondere Ausnahmeerscheinung        |           |                                         |

### Muscicapidae– Schnäpperverwandte
| Bild                      | deutscher Name            | wissenschaftlicher Name | Status                                           | RL-Status | Bemerkung                               |
| ------------------------- | ------------------------- | ----------------------- | ------------------------------------------------ | --------- | --------------------------------------- |
| Heckensänger              | Heckensänger              | Cercotrichas galactotes | Ausnahmeerscheinung                              |           |                                         |
| Grauschnäpper             | Grauschnäpper             | Muscicapa striata       | Brut-, Zugvogel                                  | V         |                                         |
| Rotkehlchen               | Rotkehlchen               | Erithacus rubecula      | Brut-, Jahres-, Zugvogel, Wintergast             |           |                                         |
| Blaukehlchen              | Blaukehlchen              | Luscinia svecica        | Brut-, Zugvogel                                  |           |                                         |
| Sprosser                  | Sprosser                  | Luscinia luscinia       | Brut-, Zugvogel                                  | V         |                                         |
| Nachtigall                | Nachtigall                | Luscinia megarhynchos   | Brut-, Zugvogel                                  |           |                                         |
| Rubinkehlchen             | Rubinkehlchen             | Calliope calliope       | besondere Ausnahmeerscheinung                    |           |                                         |
| Blauschwanz               | Blauschwanz               | Tarsiger cyanurus       | Ausnahmeerscheinung                              |           |                                         |
| Trauerschnäpper           | Trauerschnäpper           | Ficedula hypoleuca      | Brut-, Zugvogel                                  | 3         |                                         |
| Halsbandschnäpper         | Halsbandschnäpper         | Ficedula albicollis     | Brut-, Zugvogel                                  | 3         |                                         |
| Zwergschnäpper            | Zwergschnäpper            | Ficedula parva          | Brut-, Zugvogel                                  | V         |                                         |
| Hausrotschwanz            | Hausrotschwanz            | Phoenicurus ochruros    | Brut-, Zugvogel                                  |           |                                         |
| Gartenrotschwanz          | Gartenrotschwanz          | Phoenicurus phoenicurus | Brut-, Zugvogel                                  |           |                                         |
| Steinrötel                | Steinrötel                | Monticola saxatilis     | seltener, lokaler Brutvogel; Ausnahmeerscheinung | 1         |                                         |
| Blaumerle                 | Blaumerle                 | Monticola solitarius    | besondere Ausnahmeerscheinung                    |           |                                         |
| Braunkehlchen             | Braunkehlchen             | Saxicola rubetra        | Brut-, Zugvogel                                  | 2         |                                         |
| Schwarzkehlchen           | Schwarzkehlchen           | Saxicola rubicola       | Brut-, Zugvogel                                  |           |                                         |
| Pallasschwarzkehlchen     | Pallasschwarzkehlchen     | Saxicola maurus         | Ausnahmeerscheinung                              |           |                                         |
| Steinschmätzer            | Steinschmätzer            | Oenanthe oenanthe       | Brut-, Zugvogel                                  | 1         |                                         |
| Isabellsteinschmätzer     | Isabellsteinschmätzer     | Oenanthe isabellina     | Ausnahmeerscheinung                              |           |                                         |
| Wüstensteinschmätzer      | Wüstensteinschmätzer      | Oenanthe deserti        | Ausnahmeerscheinung                              |           |                                         |
| Mittelmeer-Steinschmätzer | Mittelmeer-Steinschmätzer | Oenanthe hispanica      | Ausnahmeerscheinung                              |           |                                         |
| Zypernsteinschmätzer      | Zypernsteinschmätzer      | Oenanthe cypriaca       |                                                  |           | als Wildvogel nur vor 1950 nachgewiesen |
| Nonnensteinschmätzer      | Nonnensteinschmätzer      | Oenanthe pleschanka     | Ausnahmeerscheinung                              |           |                                         |

### Cinclidae– Wasseramseln
| Bild        | deutscher Name | wissenschaftlicher Name | Status                         | RL-Status | Bemerkung |
| ----------- | -------------- | ----------------------- | ------------------------------ | --------- | --------- |
| Wasseramsel | Wasseramsel    | Cinclus cinclus         | Brut-, Jahresvogel, Wintergast |           |           |

### Passeridae– Sperlinge
| Bild           | deutscher Name | wissenschaftlicher Name | Status             | RL-Status | Bemerkung                     |
| -------------- | -------------- | ----------------------- | ------------------ | --------- | ----------------------------- |
| Haussperling   | Haussperling   | Passer domesticus       | Brut-, Jahresvogel |           |                               |
| Feldsperling   | Feldsperling   | Passer montanus         | Brut-, Jahresvogel | V         |                               |
| Steinsperling  | Steinsperling  | Petronia petronia       |                    | 0         | ehemaliger Brutvogel vor 1950 |
| Schneesperling | Schneesperling | Montifringilla nivalis  | Brut-, Jahresvogel | R         |                               |

### Prunellidae– Braunellen
| Bild                 | deutscher Name       | wissenschaftlicher Name | Status                               | RL-Status | Bemerkung |
| -------------------- | -------------------- | ----------------------- | ------------------------------------ | --------- | --------- |
| Alpenbraunelle       | Alpenbraunelle       | Prunella collaris       | Brut-, Jahres-, Zugvogel             | R         |           |
| Bergbraunelle        | Bergbraunelle        | Prunella montanella     | besondere Ausnahmeerscheinung        |           |           |
| Schwarzkehlbraunelle | Schwarzkehlbraunelle | Prunella atrogularis    | besondere Ausnahmeerscheinung        |           |           |
| Heckenbraunelle      | Heckenbraunelle      | Prunella modularis      | Brut-, Jahres-, Zugvogel, Wintergast |           |           |

### Motacillidae– Stelzenverwandte
| Bild            | deutscher Name  | wissenschaftlicher Name | Status                               | RL-Status | Bemerkung               |
| --------------- | --------------- | ----------------------- | ------------------------------------ | --------- | ----------------------- |
| Schafstelze     | Schafstelze     | Motacilla flava         | Brut-, Zugvogel                      |           |                         |
| Zitronenstelze  | Zitronenstelze  | Motacilla citreola      | Ausnahmeerscheinung                  |           | ausnahmsweise Brutvogel |
| Gebirgsstelze   | Gebirgsstelze   | Motacilla cinerea       | Brut-, Jahres-, Zugvogel, Wintergast |           |                         |
| Bachstelze      | Bachstelze      | Motacilla alba          | Brut-, Zugvogel                      |           |                         |
| Spornpieper     | Spornpieper     | Anthus richardi         | seltener Zugvogel                    |           |                         |
|                 | Steppenpieper   | Anthus godlewskii       | Ausnahmeerscheinung                  |           |                         |
| Brachpieper     | Brachpieper     | Anthus campestris       | Brut-, Zugvogel                      | 1         |                         |
| Wiesenpieper    | Wiesenpieper    | Anthus pratensis        | Brut, Zugvogel, Wintergast           | 2         |                         |
| Baumpieper      | Baumpieper      | Anthus trivialis        | Brut-, Zugvogel                      | V         |                         |
| Waldpieper      | Waldpieper      | Anthus hodgsoni         | Ausnahmeerscheinung                  |           |                         |
| Petschorapieper | Petschorapieper | Anthus gustavi          | besondere Ausnahmeerscheinung        |           |                         |
| Rotkehlpieper   | Rotkehlpieper   | Anthus cervinus         | Zugvogel                             |           |                         |
| Pazifikpieper   | Pazifikpieper   | Anthus rubescens        | besondere Ausnahmeerscheinung        |           |                         |
| Bergpieper      | Bergpieper      | Anthus spinoletta       | Brut-, Jahres-, Zugvogel, Wintergast |           |                         |
| Strandpieper    | Strandpieper    | Anthus petrosus         | Zugvogel, Wintergast                 |           | ausnahmsweise Brutvogel |

### Fringillidae– Finkenverwandte
| Bild                 | deutscher Name       | wissenschaftlicher Name       | Status                               | RL-Status | Bemerkung                                |
| -------------------- | -------------------- | ----------------------------- | ------------------------------------ | --------- | ---------------------------------------- |
| Buchfink             | Buchfink             | Fringilla coelebs             | Brut-, Jahres-, Zugvogel, Wintergast |           |                                          |
| Bergfink             | Bergfink             | Fringilla montifringilla      | Zugvogel, Wintergast                 |           | ausnahmsweise Brutvogel                  |
| Kernbeißer           | Kernbeißer           | Coccothraustes coccothraustes | Brut-, Jahres-, Zugvogel, Wintergast |           |                                          |
| Hakengimpel          | Hakengimpel          | Pinicola enucleator           | Ausnahmeerscheinung                  |           |                                          |
| Gimpel               | Gimpel               | Pyrrhula pyrrhula             | Brut-, Jahres-, Zugvogel, Wintergast |           |                                          |
| Wüstengimpel         | Wüstengimpel         | Bucanetes githagineus         | besondere Ausnahmeerscheinung        |           |                                          |
| Karmingimpel         | Karmingimpel         | Carpodacus erythrinus         | Brut-, Zugvogel                      | V         |                                          |
| Grünfink             | Grünfink             | Chloris chloris               | Brut-, Jahres-, Zugvogel, Wintergast |           |                                          |
| Berghänfling         | Berghänfling         | Linaria flavirostris          | Wintergast                           |           | ausnahmsweise Brutvogel                  |
| Bluthänfling         | Bluthänfling         | Linaria cannabina             | Brut-, Jahres-, Zugvogel, Wintergast | 3         |                                          |
| Taigabirkenzeisig    | Taigabirkenzeisig    | Acanthis flammea              | Wintergast                           |           |                                          |
| Alpenbirkenzeisig    | Alpenbirkenzeisig    | Acanthis cabaret              | Brut-, Jahres-, Zugvogel, Wintergast |           |                                          |
| Polarbirkenzeisig    | Polarbirkenzeisig    | Acanthis hornemanni           | Ausnahmeerscheinung                  |           |                                          |
| Kiefernkreuzschnabel | Kiefernkreuzschnabel | Loxia pytyopsittacus          | Ausnahmeerscheinung                  |           | ausnahmsweise Brutvogel                  |
| Fichtenkreuzschnabel | Fichtenkreuzschnabel | Loxia curvirostra             | Brut-, Jahres-, Zugvogel, Wintergast |           |                                          |
| Bindenkreuzschnabel  | Bindenkreuzschnabel  | Loxia leucoptera              | Ausnahmeerscheinung                  |           | Bruten gehen auf entflogene Tiere zurück |
| Stieglitz            | Stieglitz            | Carduelis carduelis           | Brut-, Jahres-, Zugvogel, Wintergast |           |                                          |
| Zitronenzeisig       | Zitronenzeisig       | Carduelis citrinella          | Brut-, Jahresvogel                   | 3         |                                          |
| Girlitz              | Girlitz              | Serinus serinus               | Brut-, Zugvogel                      |           |                                          |
| Erlenzeisig          | Erlenzeisig          | Spinus spinus                 | Brut-, Jahres-, Zugvogel, Wintergast |           |                                          |

### Calcariidae– Tundraammern
| Bild        | deutscher Name | wissenschaftlicher Name | Status               | RL-Status | Bemerkung |
| ----------- | -------------- | ----------------------- | -------------------- | --------- | --------- |
| Spornammer  | Spornammer     | Calcarius lapponicus    | Zugvogel, Wintergast |           |           |
| Schneeammer | Schneeammer    | Plectrophenax nivalis   | Zugvogel, Wintergast |           |           |

### Emberizidae– Ammern
| Bild           | deutscher Name | wissenschaftlicher Name | Status                               | RL-Status | Bemerkung                                                                                 |
| -------------- | -------------- | ----------------------- | ------------------------------------ | --------- | ----------------------------------------------------------------------------------------- |
| Grauammer      | Grauammer      | Emberiza calandra       | Brut-, Jahres-, Zugvogel, Wintergast | V         |                                                                                           |
| Goldammer      | Goldammer      | Emberiza citrinella     | Brut-, Jahres-, Zugvogel, Wintergast |           |                                                                                           |
| Fichtenammer   | Fichtenammer   | Emberiza leucocephalos  | Ausnahmeerscheinung                  |           |                                                                                           |
| Zippammer      | Zippammer      | Emberiza cia            | Brut-, Jahres-, Zugvogel             | 1         |                                                                                           |
| Steinortolan   | Steinortolan   | Emberiza buchanani      | besondere Ausnahmeerscheinung        |           |                                                                                           |
| Türkenammer    | Türkenammer    | Emberiza cineracea      |                                      |           | als Wildvogel nur vor 1950 nachgewiesen                                                   |
| Ortolan        | Ortolan        | Emberiza hortulana      | Brut-, Zugvogel                      | 2         |                                                                                           |
| Grauortolan    | Grauortolan    | Emberiza caesia         | besondere Ausnahmeerscheinung        |           |                                                                                           |
| Zaunammer      | Zaunammer      | Emberiza cirlus         | Brut-, Jahres-, Zugvogel             | 3         |                                                                                           |
| Zwergammer     | Zwergammer     | Emberiza pusilla        | Ausnahmeerscheinung                  |           |                                                                                           |
| Waldammer      | Waldammer      | Emberiza rustica        | Ausnahmeerscheinung                  |           |                                                                                           |
| Weidenammer    | Weidenammer    | Emberiza aureola        | Ausnahmeerscheinung                  |           |                                                                                           |
| Kappenammer    | Kappenammer    | Emberiza melanocephala  | Ausnahmeerscheinung                  |           | ausnahmsweise Brutvogel                                                                   |
| Braunkopfammer | Braunkopfammer | Emberiza bruniceps      | Ausnahmeerscheinung                  |           | als Wildvogel nur vor 1950 nachgewiesen; Herkunft seit 1950 nachgewiesener Tiere ungewiss |
| Maskenammer    | Maskenammer    | Emberiza spodocephala   | besondere Ausnahmeerscheinung        |           |                                                                                           |
| Rohrammer      | Rohrammer      | Emberiza schoeniclus    | Brut-, Zugvogel, Wintergast          |           |                                                                                           |

### Parulidae– Waldsänger
| Bild                  | deutscher Name        | wissenschaftlicher Name | Status                        | RL-Status | Bemerkung                               |
| --------------------- | --------------------- | ----------------------- | ----------------------------- | --------- | --------------------------------------- |
| Meisenwaldsänger      | Meisenwaldsänger      | Setophaga americana     | besondere Ausnahmeerscheinung |           |                                         |
| Grünmantel-Waldsänger | Grünmantel-Waldsänger | Setophaga virens        |                               |           | als Wildvogel nur vor 1950 nachgewiesen |